# ألان فليتشير (ملحن)
ألان فليتشير (بالإنجليزية: Alan Fletcher)‏ هو معلم موسيقى وملحن أمريكي، ولد في 1956 في مقاطعة برلنغتون في الولايات المتحدة.